# Адам Ґласс
Адам Ґласс (англ. Adam Glass) — американський письменник, сценарист та телевізійний продюсер. Насамперед відомий завдяки телесеріалам «Надприродне», «Мертва справа» та «Криміналісти: мислити як злочинець». У світі коміксів відомий як автор таких творів: «Дедпул», «Люк Кейдж» («Марвел») та «Загін самогубців» (комікси DC). Окрім того, 2016 року опублікував комікс «Мужні вершники», який вийшов у видавництві «АфтерШок».

## Фільмографія
- «Синій комірець ТБ» (англ. Blue Collar TV) —  автор та продюсер-супервайзер (2004—2005);
- «Чистильник» (англ. The Cleaner) —  автор та продюсер-консультант (2008—2009);
- «Мертва справа» (англ. Cold Case) — автор та продюсер (2009—2010);
- «Надприродне» — автор та виконавчий продюсер (2010—2015);
- «Криміналісти: мислити як злочинець» — автор та виконавчий продюсер (2016—2017).

## Переклади українською
- Адам Ґласс. Загін самогубців. Книга 1. Копняк у зуби. — К. : Рідна мова, 2017. — 160 с. — ISBN 978-966-917-174-0.
- Адам Ґласс. Загін самогубців. Сходження Василіска. — К. : Рідна мова, 2017. — 184 с. — ISBN 978-966-917-211-2.